# Aire d'attraction de Sommières
L'aire d'attraction de Sommières est un zonage d'étude défini par l'Insee pour caractériser l’influence de la commune de Sommières sur les communes environnantes.

## Définition
L’aire d’attraction d'une ville est composée d’un pôle, défini à partir de critères de population et d’emploi ainsi que d’une couronne constituée des communes dont au moins 15 % des actifs travaillent dans le pôle. Le pôle d’attraction constitue ainsi un point de convergence des déplacements domicile-travail,.

## Type et composition
L’aire d'attraction de Sommières est une aire intra-départementale qui ne comporte qu'une communes dans le Gard.
Elle est catégorisée dans les aires de moins de 50 000 habitants, une catégorie qui regroupe 16,6 % de la population d'Occitanie et 12,2 % au niveau national.

### Carte

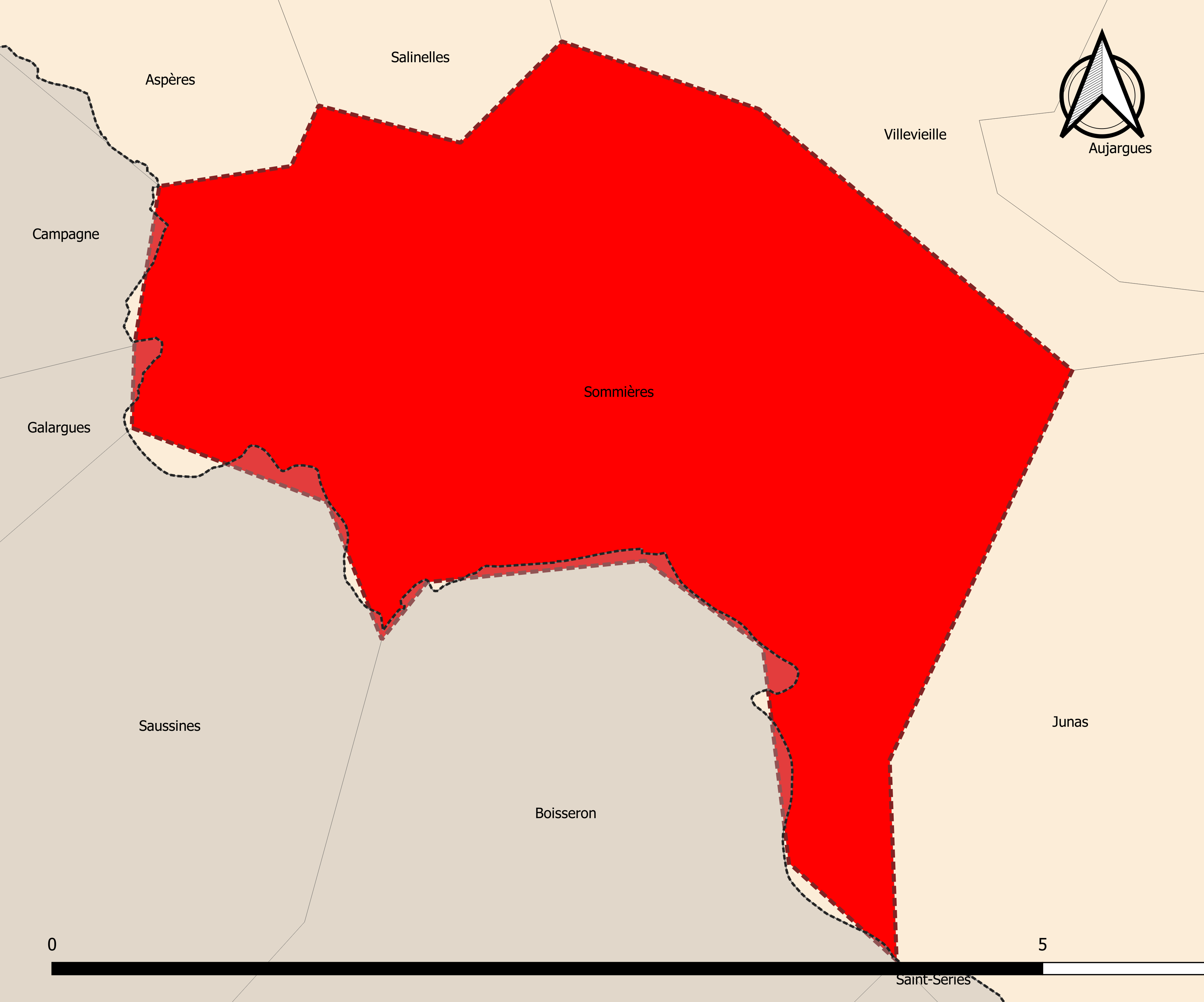
Carte de l'aire d'attraction de Sommières.
Commune-centre

### Composition communale
| Nom                        | Code Insee | Département | Statut         | Superficie (km2) | Population (dernière pop. légale) | Densité (hab./km2) | Modifier                                    |
| -------------------------- | ---------- | ----------- | -------------- | ---------------- | --------------------------------- | ------------------ | ------------------------------------------- |
| Sommières (commune-centre) | 30321      | Gard        | commune-centre | 10,36            | 5 028 (2022)                      | 485                | modifier les données · modifier les données |